# John Mann
John Devlin Mann (Beverly Hills, 27 de junho de 1985) é um jogador de polo aquático estadunidense.

## Carreira
Mann disputou duas edições de Jogos Olímpicos pelos Estados Unidos: 2012 e 2016. Seu melhor resultado foi o oitavo lugar nos Jogos de Londres.